# Gesetz- und Verordnungsblatt für das Land Hessen
Das Gesetz- und Verordnungsblatt für das Land Hessen (GVBl., bis 1946 Gesetz- und Verordnungsblatt für Groß-Hessen) ist das Gesetzblatt des Landes Hessen. Herausgeberin des 2025 im 81. Jahrgang erscheinenden Bekanntmachungsorgans ist die Hessische Staatskanzlei in Wiesbaden. Die A. Bernecker Verlag GmbH in Melsungen ist von der Hessischen Staatskanzlei offiziell und vertraglich mit dem Druck und Vertrieb des GVBl. beauftragt.
Bis zum 31. Dezember 2011 gliederte sich das GVBl. in zwei Teile (GVBl. I und GVBl. II). Im GVBl. I wurden die in die Gesetzgebungskompetenz des Landes fallenden Gesetze und Verordnungen sowie Staatsverträge bekannt gemacht. Das GVBl. II stellte eine Sammlung des bereinigten hessischen Landesrechts dar. Seit dem 1. Januar 2012 existiert nur noch ein GVBl. Anstelle des GVBl. II wird in einer Anmerkung zur Überschrift auf die Gliederungsnummer in dem elektronisch geführten Fortführungsnachweis (FFN) hingewiesen.
Über das Landtagsinformationssystem des Hessischen Landtages kann auf sämtliche Dokumente des GVBl. im Tagged Image File Format (TIFF) und Portable Document Format (PDF) zugegriffen werden.